# 恩特普賴斯 (奧勒岡州)
恩特普賴斯（英語：Enterprise）位於美国俄勒冈州，是瓦洛瓦縣的縣治，2020年統計共有人口2,052人。